# Holzbrücke Anzenwil

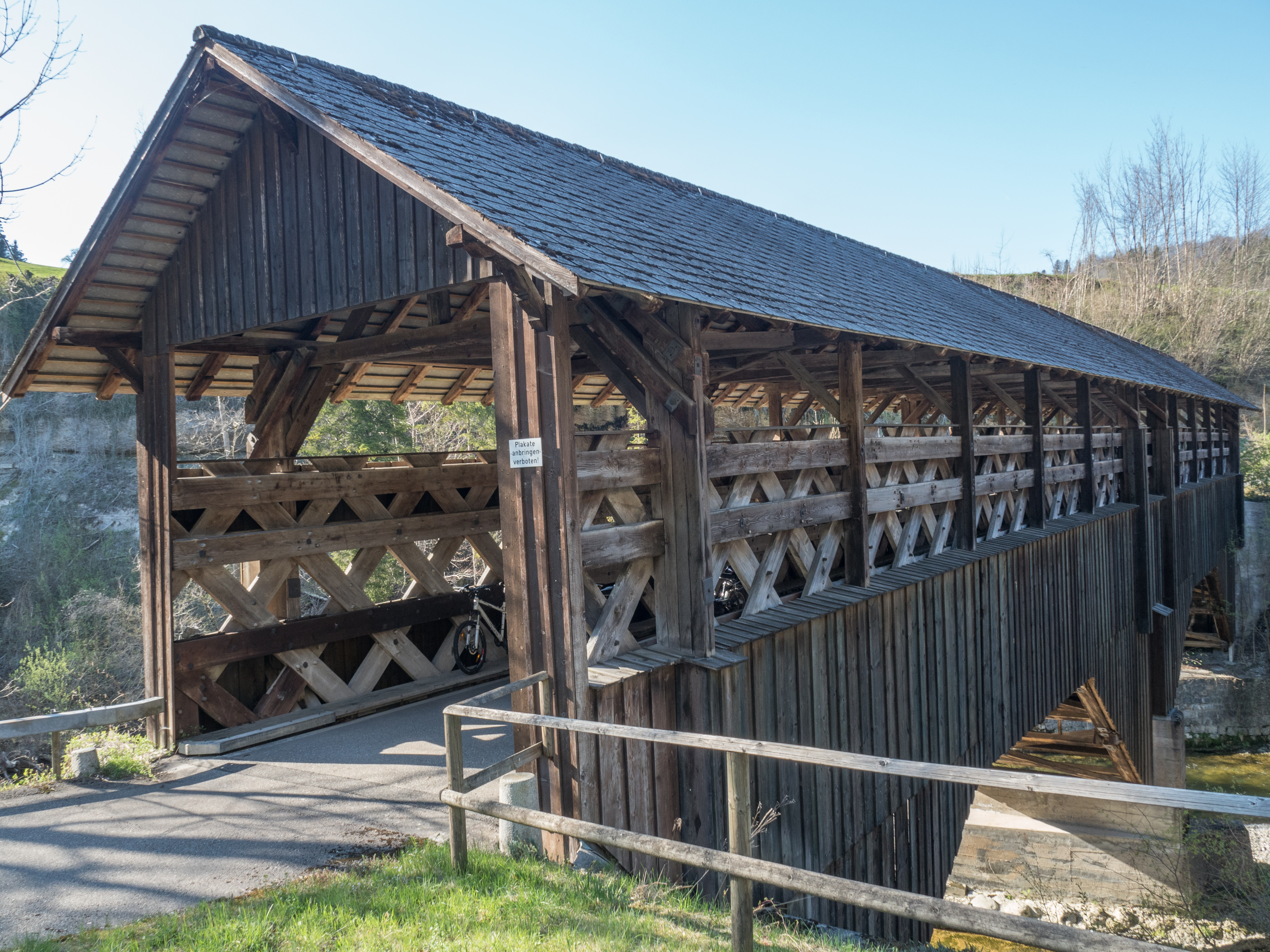
Holzbrücke Anzenwil

Die Holzbrücke Anzenwil, auch Neckerbrücke Anzenwil genannt, ist eine hölzerne Strassenbrücke im Schweizer Kanton St. Gallen. Die Brücke überspannt den Necker zwischen Ganterschwil (Gemeinde Bütschwil-Ganterschwil) und Mogelsberg (Gemeinde Neckertal). Die hölzerne Brücke wurde 2000 durch einen Neubau ersetzt und wird seitdem nur noch von Fussgängern genutzt. Die Brücke ist 46 Meter lang und hat eine Fahrbahnbreite von 3,50 Metern. Die Brücke konnte durch Fahrzeuge mit bis zu 14 Tonnen Gesamtgewicht befahren werden. Die Brücke befindet sich am Kulturweg Neckertal.

## Geschichte
1778 wurde die Familie Stuckes durch einen Gerichtsbeschluss gezwungen, einen Steg über den Necker zu errichten und zu betreiben. Die Familie betrieb eine Mühle 100 Meter flussabwärts vom heutigen Brücken-Standort. Der Steg sollte wintertauglich sein und auf dem man gehen, reiten und säumen konnte. Auch sollte der Steg im Winter mit einem Schlitten befahrbar sein. Die Familie errichtete daraufhin den geforderten Steg auf ihrem Mühlen-Grundstück. 1831 wurde der Steg durch Hochwasser vernichtet und musste von der Familie neu errichtet werden. 1860 war der Steg nahezu unbrauchbar geworden. Er war massiv einsturzgefährdet und nur Mutige konnten ihn noch begehen.
Anfang der 1860er Jahre entstand das Strassenprojekt Ganterschwil – Neckertal. Dafür musste ein Neubau des Stegs in Form einer Brücke her. Der Architekt der Brücke war Karl Reichlin (1822–1897) aus dem Kanton Schwyz. Die Brücke wurde 1863 vom Flawiler Baumeister Eberle errichtet. Es handelte sich dabei um eine «Lattice Truss»-Konstruktion, die in den USA entwickelt worden war. Die Baukosten beliefen sich auf 8800 Franken.
Doch die Konstruktion erwies sich als zu schwach. Die Brücke hing gefährlich durch und musste 1872 durch einen Mittelpfeiler verstärkt werden. 1895 erhöhte der Kanton St. Gallen die Tragkraft der Brücke durch den Einbau von Sprengwerken. 1924 wurde der Mittelpfeiler durch einen Betonsockel ersetzt.
Bis 1895 befand sich die Brücke im Besitz der Gemeinde Ganterschwil, heute ist sie im Besitz des Kantons St. Gallen.
Bis ins Jahr 2000 diente die Brücke dem allgemeinen Verkehr. Die Brücke wurde durch eine neue Betonstahl-Brücke ersetzt. Die Brücke gilt als die grösste Town’sche Fachwerkbrücke der Schweiz.

## Bildergalerie
Koordinaten: 47° 22′ 26,2″ N, 9° 7′ 18,7″ O

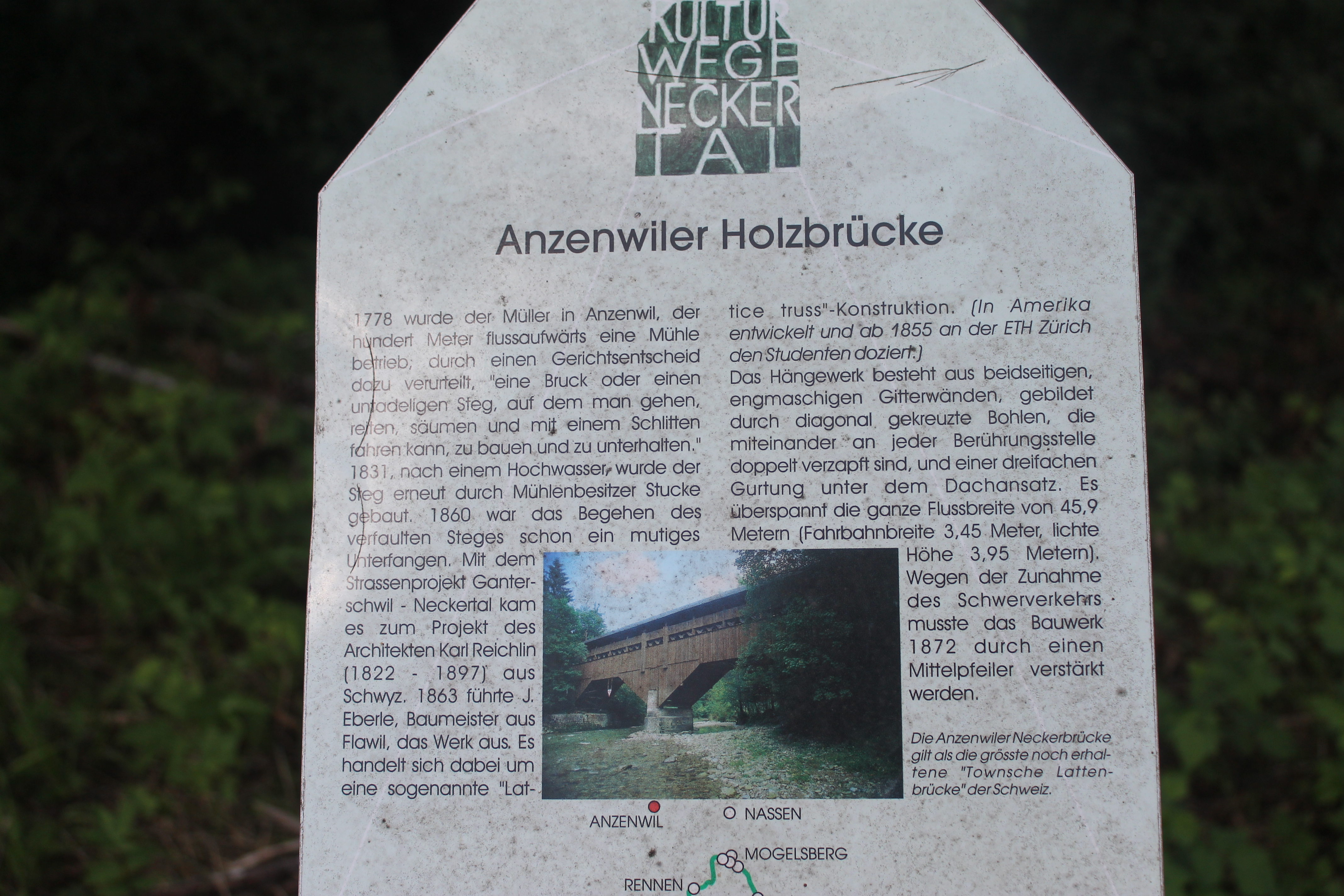
Im Jahre 1999 wurde der Kulturweg Neckertal vom Zivilschutz beschildert. Beschreibung der Brücke
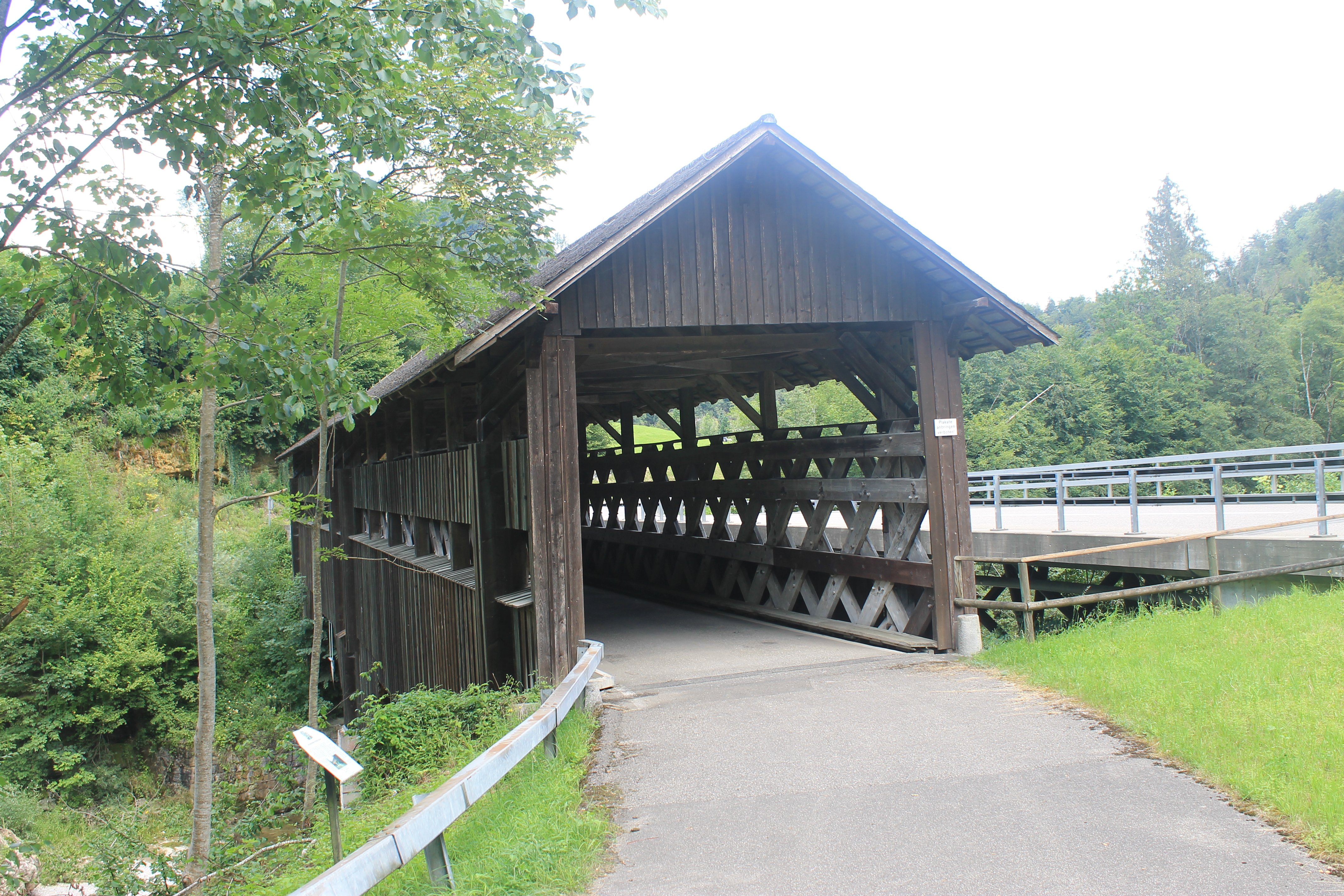
Alte Holzbrücke und die 2000 neu errichtete Stahlbeton-Brücke über den Necker
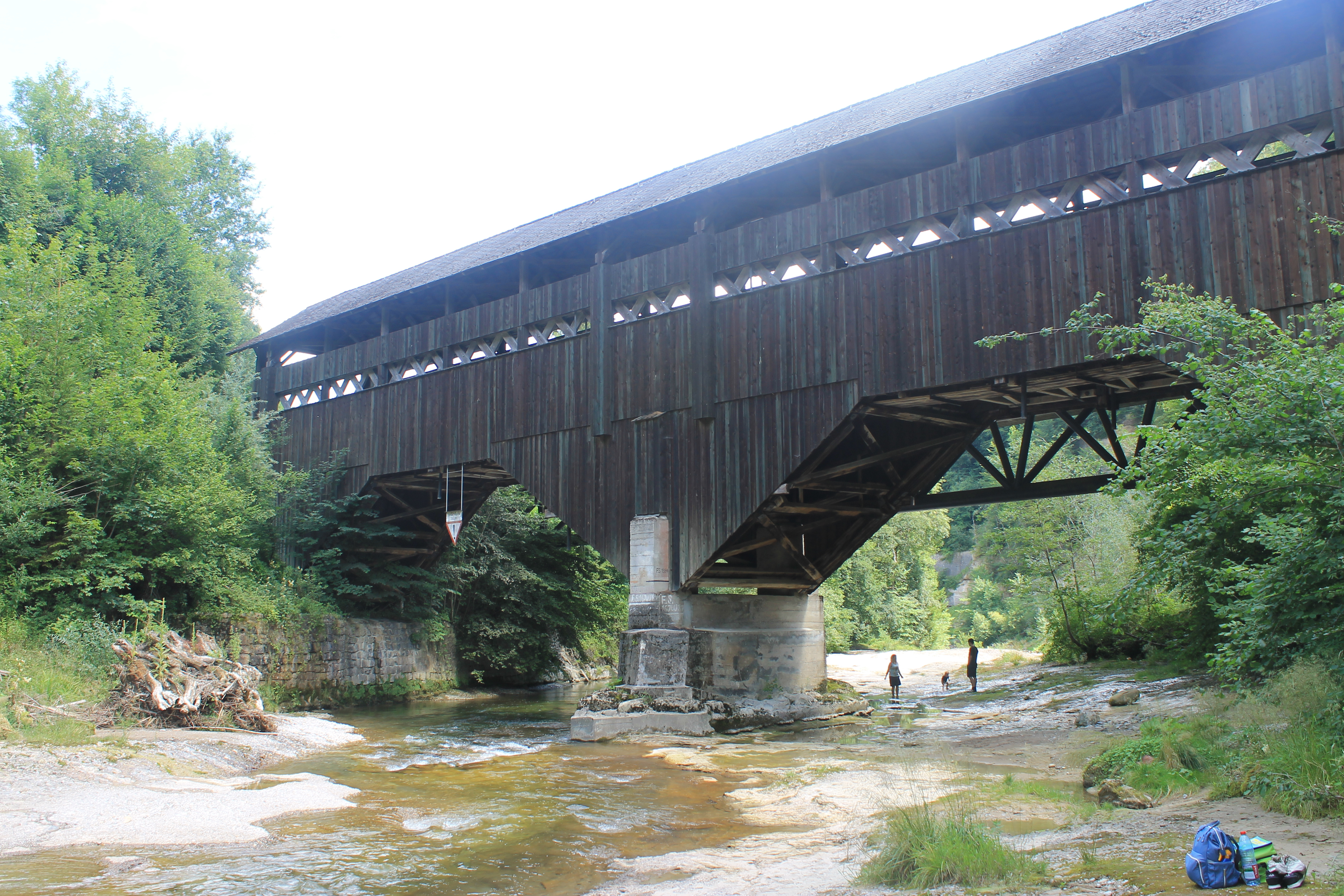
Alte Holzbrücke mit Mittelpfeiler vom Necker aus gesehen (flussabwärts)
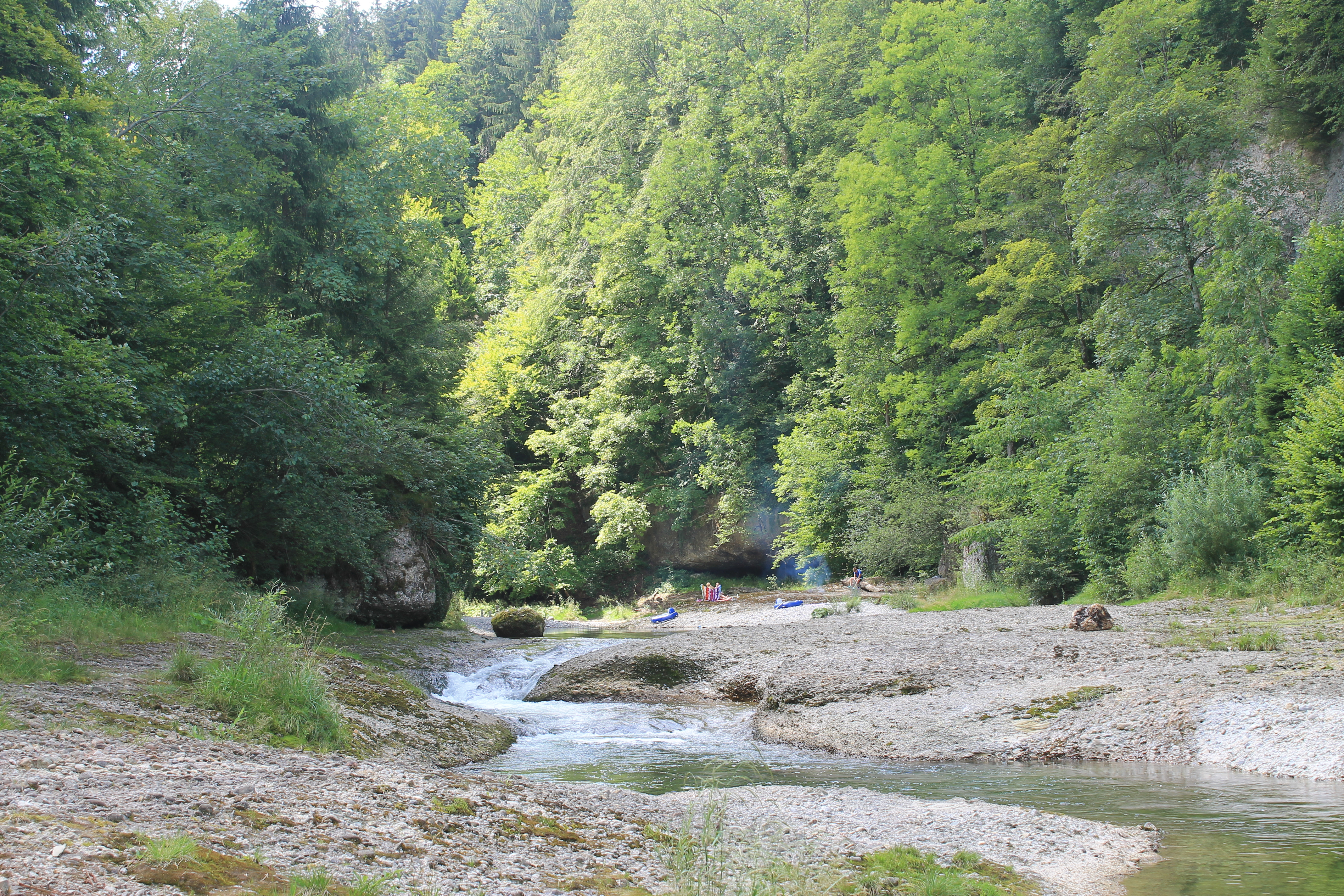
Der Necker ist unterhalb der Brücke wild und wird gerne zum Baden verwendet
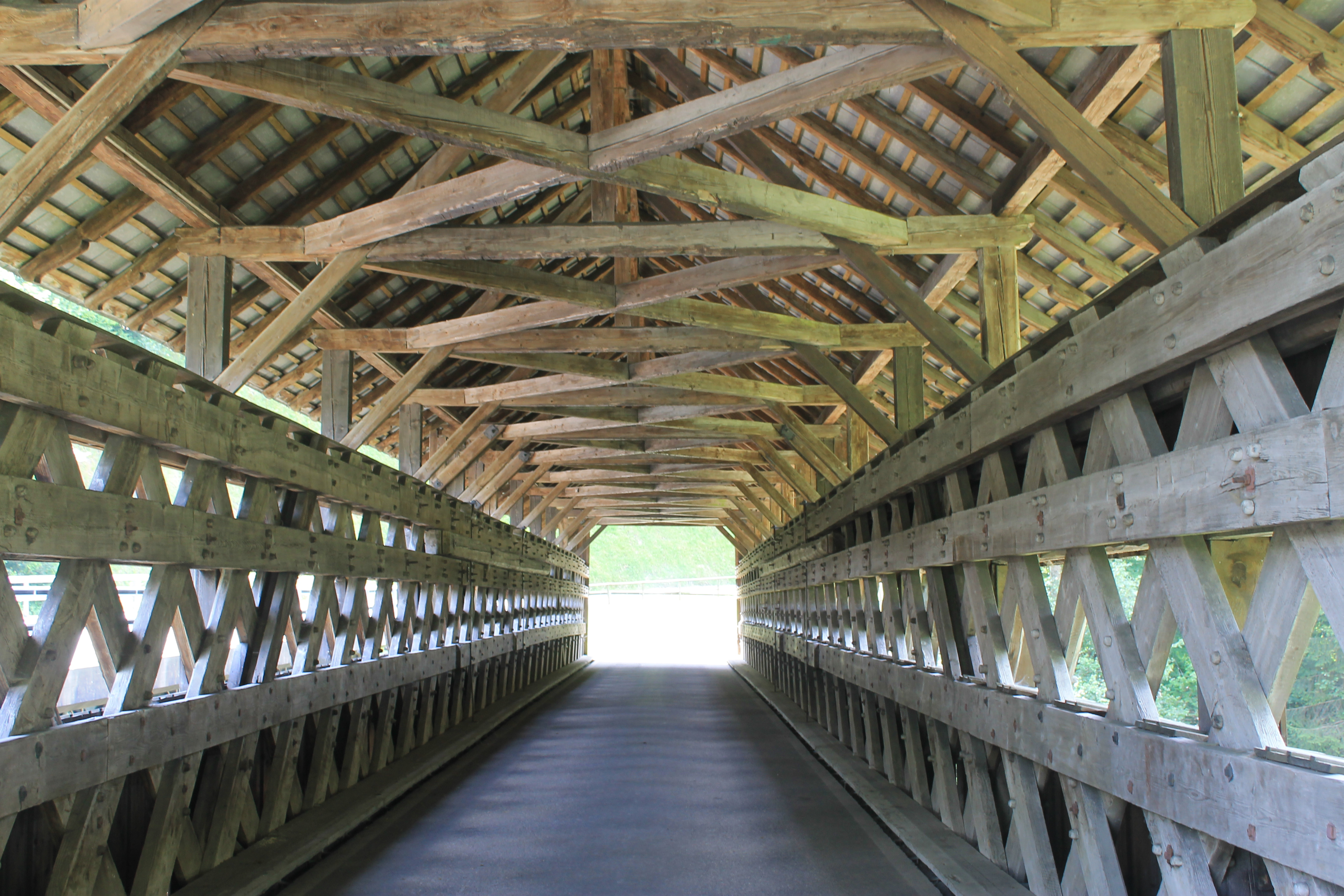
Innenansicht der Anzenwiler Brücke